# Селенати
Селенати — солі селенової кислоти H2SeO4.

## Опис
У природі селенати мінерального походження утворюються при взаємодії SeO2. Прикладами селенатів-мінералів є майдерит PbCu[(OH)2SeO4] і керстеніт PbSeO4·H2O.

## Властивості
Селенати розчинні у воді (окрім селенатів Ba, Ag, Pb). При температурі понад 500 °C перетворюються в селеніти.

## Застосування
Селенати лужних металів — проміжні продукти у виробництві Se з мідеелектролітних шламів. ГДК 0,2 мг/м3 у перерахунку на Se.